# Pau (Francia)
Pau (pronunciación en francés: /po/) es una ciudad francesa del suroeste del país. Es la capital del departamento de los Pirineos Atlánticos, en la región de Nueva Aquitania. Está situada en el corazón del Bearne, del que fue capital desde 1464. Al sur de la comuna discurre el río Gave de Pau. Alphonse de Lamartine dijo de la ciudad que «tiene la vista más hermosa del mundo de la tierra, así como Nápoles tiene la más hermosa vista del mar».

## Historia
Pau fue fundada en la Edad Media para controlar un paso del río que hoy se llama gave de Pau, el cual servía a los pastores que practicaban la trashumancia entre los Pirineos y la llanura. El nombre de la ciudad aparece en el siglo XII. Se dota de una carta comunal en 1464 y en ella se desarrollan ferias así como la asamblea de los estados de Bearne.

A consecuencia de uniones dinásticas, el Bearne se une al reino de Navarra durante el siglo XV. En 1512 Fernando el Católico, rey de Aragón y regente de Castilla, conquista la parte de Navarra al sur de los Pirineos. El rey y la corte huyen de Pamplona y se refugian en Pau, que se convierte en la nueva capital del reino. En 1520 se instalan en Pau un Consejo soberano y una Cámara de cuentas. En 1560 la reina Juana III de Navarra (Jeanne d'Albret) se convierte al calvinismo, que se convierte en religión oficial del reino de Navarra. Esto hará que Pau y su región sean protagonistas de primera fila de las guerras de religión que enfrentan en Francia durante las décadas siguientes a católicos y hugonotes (calvinistas).

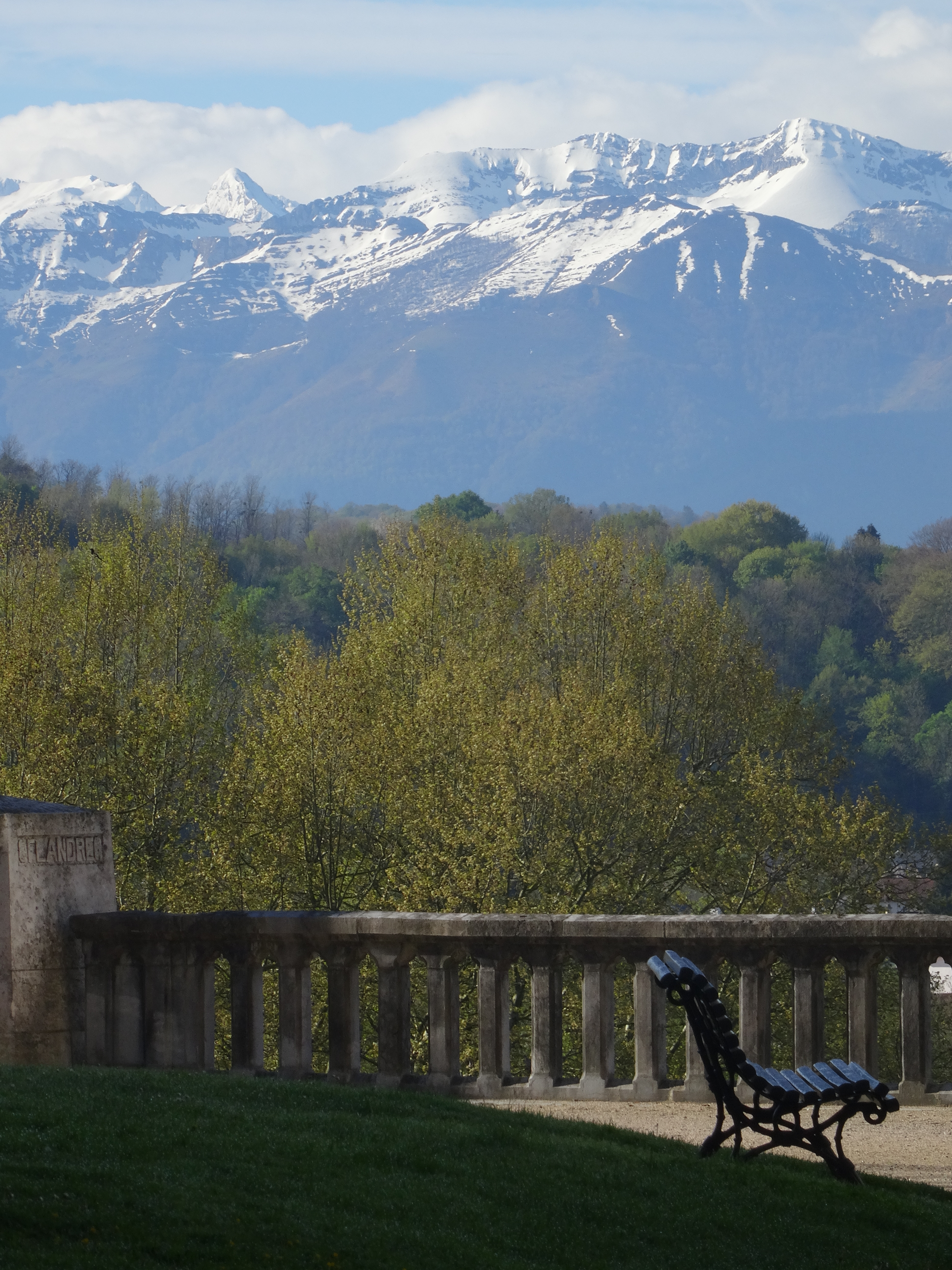
Vista de los Pirineos en Pau.

Juana muere en 1572 y le sucede su hijo Enrique III, nacido en Pau en 1553. El mismo año, Enrique se casa con Margarita, tercera hija de Catalina de Médicis. Fruto de esta boda y de una serie de fallecimientos en cadena en la familia real francesa, Enrique se convierte él mismo en rey de Francia en 1589, como Enrique IV de Francia. A partir de entonces, el gobierno del Bearne recae en Catalina de Borbón, su hermana, que reside en Pau.
En 1619, nueve años después del asesinato de Enrique IV en París, Pau se subleva. Luis XIII, el nuevo rey, la ocupa con su ejército, transforma el Consejo soberano en mero Parlamento y une el reino de Navarra a la Corona de Francia. Pau erige una nueva muralla (1649), y después una universidad en 1722. El calvinismo va retrocediendo, siguiendo los vaivenes de la política francesa de estos siglos. La ciudad, como todo Bearne, se estanca y se sume en el atraso económico y cultural.
Durante la revolución, Pau es declarada capital del nuevo departamento de "Bajos Pirineos", el 14 de octubre de 1790. Este departamento (provincia francesa) hoy se llama "Pirineos Atlánticos" y Pau ha sido su capital desde entonces salvo por un breve periodo en 1795-1796. En 1808 el emperador Napoleón pasa por Pau de regreso de Bayona, donde ha consumado la instalación de su hermano José en el trono de España. Califica a la ciudad de "mediocre" y al castillo de "lamentable" por encontrarse en ruinas. Observando que lo mejor de Pau es la vista sobre los Pirineos, da orden de extender la Place Bonaparte (actual Place Royale) hacia el sur, abriéndola hacia las montañas. Esta intervención será clave en el inicio del embellecimiento de la ciudad.
Pau prospera durante el siglo XIX gracias al turismo internacional, sobre todo inglés, atraído por las supuestas propiedades benéficas del clima local. Se construyen numerosos hoteles de lujo y del primer campo de golf del continente europeo, el Pau Golf Club en el pueblo cercano de Billière. El tren llega a la ciudad al construirse la línea que lleva peregrinos a la vecina Lourdes. En 1909 los hermanos Wright crean en Pau la primera escuela de aviación del mundo, más tarde convertida en escuela de pilotos del Ejército francés.  Sin embargo, desprovista de industria y de poder político, la ciudad sigue siendo eminentemente rural y va creciendo muy lentamente en tamaño.
En 1950 todo cambia al descubrirse un gran yacimiento de gas en la vecina comarca de Lacq. Numerosos obreros e ingenieros se establecen en Pau, que pasa a acoger la sede de la petrolera Aquitaine, más tarde Elf. La ciudad se enriquece y crece de forma ordenada. En 1971 es elegido por primera vez alcalde André Labarrère, que ejerce el cargo ininterrumpidamente hasta su fallecimiento en mayo de 2006.

## Geografía
La ciudad de Pau está situada en el suroeste de Francia, a 50 kilómetros de los Pirineos y a 120 kilómetros del océano Atlántico (playas de Ondres y Tarnos). El río Gave de Pau la atraviesa. Su altitud media es de 178 metros.
Próxima tanto al Atlántico como a España, esta posición le da un panorama excepcional a través de la cordillera de los Pirineos, así como en las laderas de Jurançon. El nombre de Horizons Palois pretende proteger esta visión, en particular con el famoso Boulevard des Pyrénées, que se extiende durante 1,8 kilómetros desde el castillo de Pau hasta el Parc Beaumont.

### Clima
Pau tiene un clima oceánico (según la clasificación climática de Köppen Cfb) los inviernos son húmedos y suaves, y los veranos son cálidos y suaves que son más secos. Su ubicación geográfica, no lejos de los Pirineos, da a la ciudad un contraste. Las temperaturas llegaron a tener más bajas a -10 °C (14.0 °F) que son raras y aquellas inferiores a -15 °C (5.0 °F) son excepcionales. Cabe señalar, sin embargo, que las temperaturas alcanzaron los mínimos de -15 °C en febrero de 1956 y -17,5 °C en enero de 1985. La nieve cae alrededor de 15 días por año (0,45 metros) En 1987, de noviembre a abril.
En verano, las temperaturas máximas son del 20 a 30 °C (68.0 a 86.0 °F), y las temperaturas sobre los 35 °C (95.0 °F) se alcanzan muy raramente. Durante algunos días de invierno, el foehn, un viento cálido, puede elevar la temperatura a más de 20 °C (68.0 °F). Tan pronto como el viento se detenga, la nieve puede caer.
La precipitación es alta, de 1100 mm (43 pulg.) por año (frente a 650 mm en París, 900 mm en Burdeos y 650 mm en Toulouse). Promedia alrededor de 1850 horas de sol al año, o un poco menos que su vecino de los Hautes-Pyrénées, Tarbes, que promedia 1940. La niebla es infrecuente y no persiste mucho más allá del mediodía. La falta de viento caracteriza especialmente el clima de la región de Pau. Los vientos fuertes son muy raros, en general, los vientos son muy bajos o cero.
Este clima ha ayudado a Pau a convertirse, a finales del siglo XIX, en un lugar turístico de invierno popular entre la burguesía inglesa, rusa y brasileña. En 1842, un médico británico, Alexander Taylor, atribuyó las virtudes curativas "sedantes" al clima de Pau.
Este clima templado y bastante húmedo, es también una mejora de los jardines, parques y espacios públicos de la ciudad, y para las plantas de las regiones más exóticas como la palma del molino de viento chino (Trachycarpus fortunei), originaria de las montañas chinas, secuoya (Sequoiadendron giganteum) y laurel magnolia (Magnolia grandiflora) de origen americano.
| Parámetros climáticos promedio de Pau (France) 1971/2000 | Parámetros climáticos promedio de Pau (France) 1971/2000 | Parámetros climáticos promedio de Pau (France) 1971/2000 | Parámetros climáticos promedio de Pau (France) 1971/2000 | Parámetros climáticos promedio de Pau (France) 1971/2000 | Parámetros climáticos promedio de Pau (France) 1971/2000 | Parámetros climáticos promedio de Pau (France) 1971/2000 | Parámetros climáticos promedio de Pau (France) 1971/2000 | Parámetros climáticos promedio de Pau (France) 1971/2000 | Parámetros climáticos promedio de Pau (France) 1971/2000 | Parámetros climáticos promedio de Pau (France) 1971/2000 | Parámetros climáticos promedio de Pau (France) 1971/2000 | Parámetros climáticos promedio de Pau (France) 1971/2000 | Parámetros climáticos promedio de Pau (France) 1971/2000 |
| Mes                                                      | Ene.                                                     | Feb.                                                     | Mar.                                                     | Abr.                                                     | May.                                                     | Jun.                                                     | Jul.                                                     | Ago.                                                     | Sep.                                                     | Oct.                                                     | Nov.                                                     | Dic.                                                     | Anual                                                    |
| -------------------------------------------------------- | -------------------------------------------------------- | -------------------------------------------------------- | -------------------------------------------------------- | -------------------------------------------------------- | -------------------------------------------------------- | -------------------------------------------------------- | -------------------------------------------------------- | -------------------------------------------------------- | -------------------------------------------------------- | -------------------------------------------------------- | -------------------------------------------------------- | -------------------------------------------------------- | -------------------------------------------------------- |
| Temp. máx. abs. (°C)                                     | 24.5                                                     | 27.8                                                     | 31                                                       | 30.8                                                     | 34.1                                                     | 38.1                                                     | 39.2                                                     | 39.9                                                     | 36.3                                                     | 34                                                       | 27.1                                                     | 27.2                                                     | 39.9                                                     |
| Temp. máx. media (°C)                                    | 11                                                       | 12.3                                                     | 14.5                                                     | 16.1                                                     | 19.9                                                     | 22.6                                                     | 25.3                                                     | 25.5                                                     | 23.4                                                     | 19.3                                                     | 14.2                                                     | 11.9                                                     | 18                                                       |
| Temp. media (°C)                                         | 6.4                                                      | 7.6                                                      | 9.4                                                      | 11.2                                                     | 15                                                       | 17.8                                                     | 20.2                                                     | 20.3                                                     | 17.9                                                     | 14.1                                                     | 9.5                                                      | 7.4                                                      | 13.1                                                     |
| Temp. mín. media (°C)                                    | 1.9                                                      | 2.8                                                      | 4.3                                                      | 6.3                                                      | 10.1                                                     | 13                                                       | 15                                                       | 15.1                                                     | 12.3                                                     | 8.9                                                      | 4.8                                                      | 2.8                                                      | 8.1                                                      |
| Temp. mín. abs. (°C)                                     | -14.8                                                    | -15                                                      | -8.9                                                     | -6                                                       | -1.3                                                     | 3.6                                                      | 5.3                                                      | 5.4                                                      | -1                                                       | -4.2                                                     | -9.6                                                     | -17.5                                                    | -17.5                                                    |
| Precipitación total (mm)                                 | 99.7                                                     | 107.7                                                    | 96.3                                                     | 117.6                                                    | 113.3                                                    | 83.6                                                     | 62.7                                                     | 72                                                       | 85.6                                                     | 99.6                                                     | 116.4                                                    | 100.4                                                    | 1154.9                                                   |
| Horas de sol                                             | 102.4                                                    | 122.6                                                    | 155                                                      | 160.5                                                    | 173.8                                                    | 188.6                                                    | 206.3                                                    | 197.5                                                    | 191.8                                                    | 145                                                      | 114.3                                                    | 95                                                       | 1820.6                                                   |
| Fuente: Météo climat stats «Clima de Pau».               |                                                          |                                                          |                                                          |                                                          |                                                          |                                                          |                                                          |                                                          |                                                          |                                                          |                                                          |                                                          |                                                          |

| Parámetros climáticos promedio de Pau (Pirineos Atlánticos) | Parámetros climáticos promedio de Pau (Pirineos Atlánticos) | Parámetros climáticos promedio de Pau (Pirineos Atlánticos) | Parámetros climáticos promedio de Pau (Pirineos Atlánticos) | Parámetros climáticos promedio de Pau (Pirineos Atlánticos) | Parámetros climáticos promedio de Pau (Pirineos Atlánticos) | Parámetros climáticos promedio de Pau (Pirineos Atlánticos) | Parámetros climáticos promedio de Pau (Pirineos Atlánticos) | Parámetros climáticos promedio de Pau (Pirineos Atlánticos) | Parámetros climáticos promedio de Pau (Pirineos Atlánticos) | Parámetros climáticos promedio de Pau (Pirineos Atlánticos) | Parámetros climáticos promedio de Pau (Pirineos Atlánticos) | Parámetros climáticos promedio de Pau (Pirineos Atlánticos) | Parámetros climáticos promedio de Pau (Pirineos Atlánticos) |
| Mes                                                         | Ene.                                                        | Feb.                                                        | Mar.                                                        | Abr.                                                        | May.                                                        | Jun.                                                        | Jul.                                                        | Ago.                                                        | Sep.                                                        | Oct.                                                        | Nov.                                                        | Dic.                                                        | Anual                                                       |
| ----------------------------------------------------------- | ----------------------------------------------------------- | ----------------------------------------------------------- | ----------------------------------------------------------- | ----------------------------------------------------------- | ----------------------------------------------------------- | ----------------------------------------------------------- | ----------------------------------------------------------- | ----------------------------------------------------------- | ----------------------------------------------------------- | ----------------------------------------------------------- | ----------------------------------------------------------- | ----------------------------------------------------------- | ----------------------------------------------------------- |
| Temp. máx. abs. (°C)                                        | 24.5                                                        | 27.8                                                        | 31.0                                                        | 30.8                                                        | 34.1                                                        | 38.1                                                        | 39.2                                                        | 39.9                                                        | 36.3                                                        | 34.0                                                        | 27.1                                                        | 27.2                                                        | 39.9                                                        |
| Temp. máx. media (°C)                                       | 11.0                                                        | 12.2                                                        | 15.2                                                        | 16.8                                                        | 20.5                                                        | 23.6                                                        | 25.8                                                        | 25.9                                                        | 23.8                                                        | 19.8                                                        | 14.3                                                        | 11.6                                                        | 18.4                                                        |
| Temp. mín. media (°C)                                       | 2.1                                                         | 2.5                                                         | 4.8                                                         | 6.9                                                         | 10.7                                                        | 13.8                                                        | 15.5                                                        | 15.5                                                        | 12.6                                                        | 9.6                                                         | 5.3                                                         | 2.7                                                         | 8.5                                                         |
| Temp. mín. abs. (°C)                                        | -14.8                                                       | -15.0                                                       | -8.9                                                        | -6.0                                                        | -1.3                                                        | 3.6                                                         | 1.5                                                         | 1.7                                                         | -1.0                                                        | -4.2                                                        | -9.6                                                        | -12.6                                                       | -15.0                                                       |
| Precipitación total (mm)                                    | 94                                                          | 83                                                          | 86                                                          | 112                                                         | 99                                                          | 77                                                          | 57                                                          | 67                                                          | 79                                                          | 100                                                         | 117                                                         | 98                                                          | 1070                                                        |
| Días de precipitaciones (≥ 1 mm)                            | 11.5                                                        | 10.3                                                        | 10.4                                                        | 13.1                                                        | 12.8                                                        | 9.7                                                         | 7.9                                                         | 8.3                                                         | 8.5                                                         | 11.1                                                        | 10.9                                                        | 11.0                                                        | 125.4                                                       |
| Horas de sol                                                | 104.8                                                       | 121.1                                                       | 164.6                                                       | 165.6                                                       | 185.8                                                       | 195.7                                                       | 207.8                                                       | 203.7                                                       | 183.8                                                       | 143.9                                                       | 104.6                                                       | 95.9                                                        | 1877                                                        |
| Fuente: Météo France                                        |                                                             |                                                             |                                                             |                                                             |                                                             |                                                             |                                                             |                                                             |                                                             |                                                             |                                                             |                                                             |                                                             |

## Demografía
| 8 756 | 8 465 | 9 293 | 11 444 | 13 841 | 12 607 | 16 170 | 16 196 | 18 671 | 21 881 | 24 563 | 27 300 | 28 908 | 29 971 | 30 624 | 33 111 | 33 012 | 34 268 | 35 044 | 37 149 | 35 665 | 37 711 | 38 962 | 40 451 | 46 158 | 48 320 | 59 937 | 74 005 | 83 498 | 83 790 | 82 157 | 78 732 | 82 500 | 84 978 | 77 489 |
| Para los censos de 1962 a 1999 la población legal corresponde a la población sin duplicidades (Fuente: INSEE [Consultar]) |       |       |        |        |        |        |        |        |        |        |        |        |        |        |        |        |        |        |        |        |        |        |        |        |        |        |        |        |        |        |        |        |        |        |

## Monumentos y edificios significativos

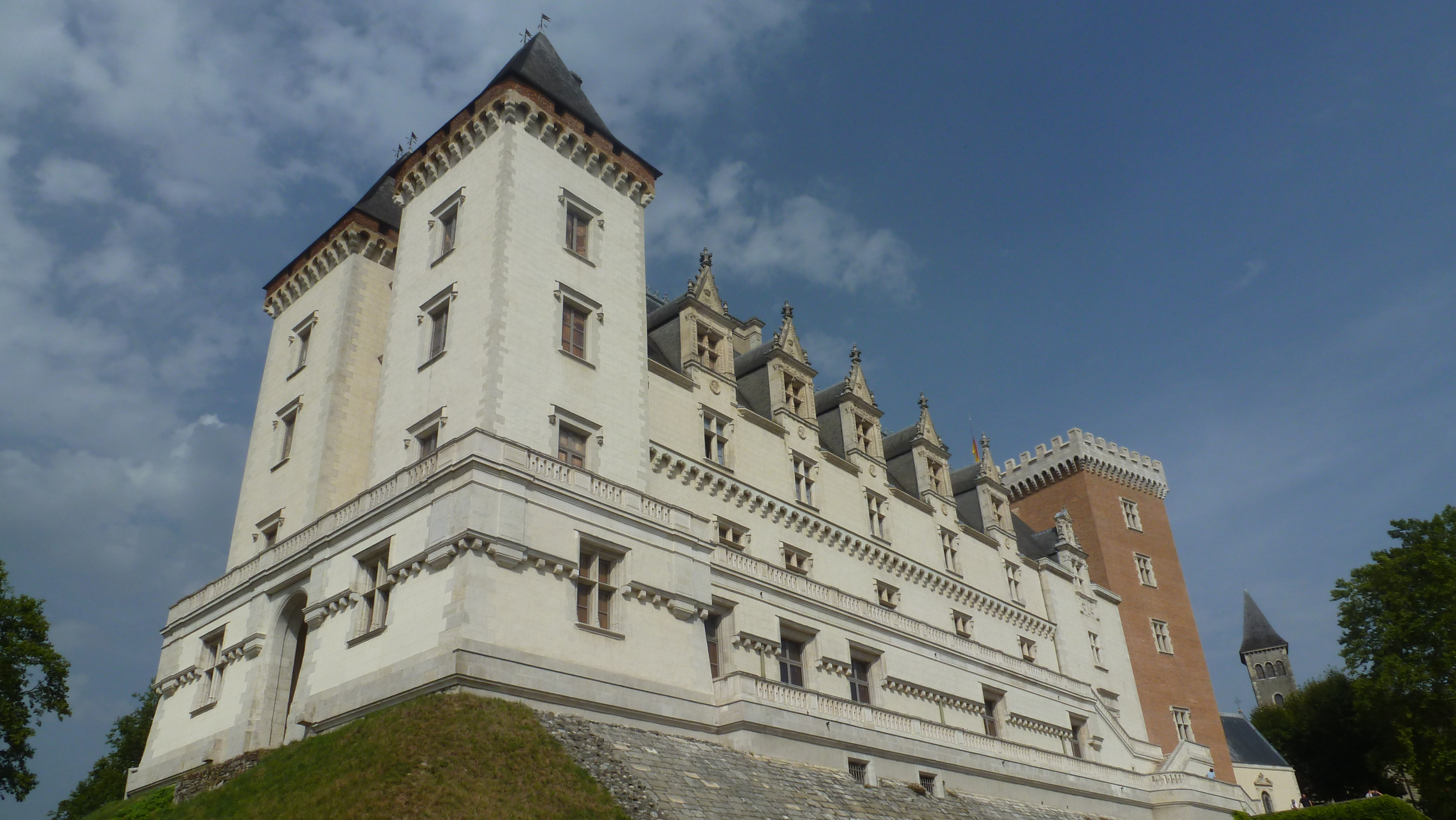
Castillo de Pau.

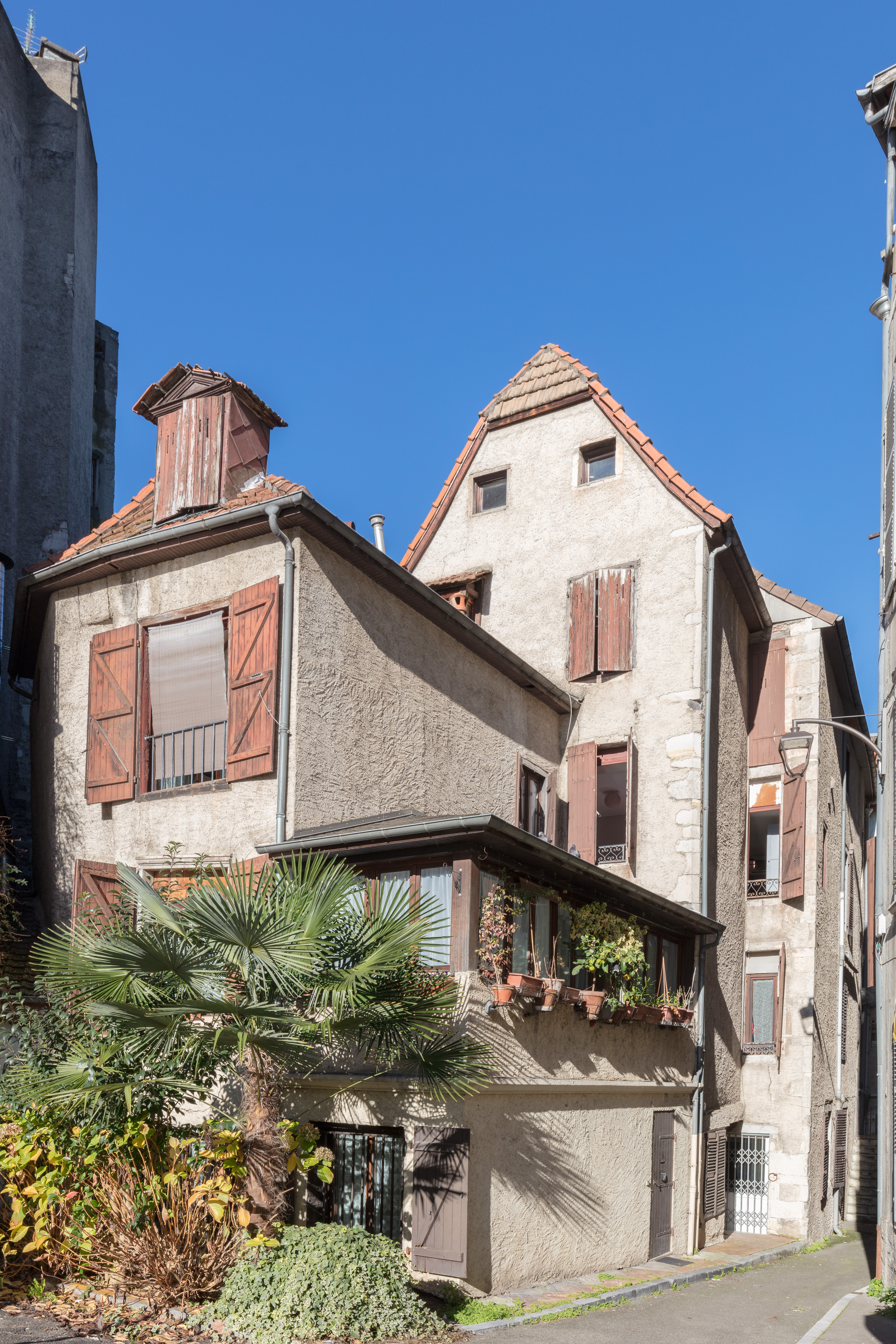
Casa típica.

### Edad Media
- Castillo de Pau, iniciado por Gastón Febus en el siglo XIV y en el que nació Enrique IV de Francia y III de Navarra en 1553.
- Barrio del Castillo

### sigloXVI
- Torre de la Moneda
- Barrio de la Moneda

### SigloXVIII
- Casa natal de Bernadotte, mariscal de Francia y rey de Suecia

### SigloXIX
- Iglesia de San Martín
- Boulevard des Pyrénées, paseo con excelentes vistas de la cordillera
- Palais Beaumont y Casino, en el Parque Beaumont
- Funicular que une la estación de trenes con la ciudad

### SigloXX
- Consejo departamental de Pirineos Atlánticos
- Zénith, sala de espectáculos
- Palacio de los Deportes, cancha del equipo de baloncesto ÉB Pau-Orthez

## Están en Pau
- Prefectura del departamento de Pirineros Atlánticos.
- En las instalaciones del Aeropuerto de Pau-Pirineos se encuentra el Regimiento de Helicópteros de Combate n.º 5 y la escuela de las fuerzas aerotransportadas. El aeropuerto de Pau registra un tráfico de 765 000 pasajeros por año.
- Campus de la Universidad de Pau y Pays de l'Adour (UPPA), con 12 500 estudiantes en total repartidos entre Pau y las otras cuatro sedes (Bayona, Tarbes, Anglet y Mont-de-Marsan).
- Escuela Superior de Comercio de Pau (ESC-Pau).
- Escuela Nacional Superior en Ingeniería de Tecnologías Industriales (ENSGTI).
- Centro científico y técnico Jean Feger (CSTJF), centro de I+D de Total sobre la exploración y producción de petróleo y gas.
- Hipódromo.

## Deportes
Equipos principales:
- Baloncesto: el Élan Béarnais, antiguamente llamado Pau Orthez, ha sido nueve veces campeón de Francia (1986, 1987, 1992, 1996, 1998, 1999, 2001, 2003 y 2004) y ganador de una Copa Korac (1984).
- Rugby: la Section Paloise, club fundado en 1902 y tres veces campeón de Francia (1928, 1946 y 1964), que compite actualmente en la Top 14 francesa.
- Fútbol: Pau FC es el club local que compite en la Ligue 2, la segunda categoría del fútbol nacional. Juega en el Stade de Pau.

Acontecimientos deportivos:
- Gran Premio de Pau. Es una carrera disputada en circuito de carreras urbano que se celebra cada año el día de Pentecostés. Compiten numerosas categorías reconocidas, entre ellas la Fórmula 3 Euroseries y el Campeonato Mundial de Turismos.
- Campeonato Europeo de Piragüismo en Eslalon de 2019.

## Gastronomía
Pau ofrece todas las especialidades gastronómicas del suroeste de Francia:
- Foie gras, confit, magret y otros platos derivados del pato y la oca.
- Poule au pot, guiso de gallina.
- Garbure, sopa densa típica del Bearne.
- Vino de Jurançon, reputado vino blanco con dos variedades: seco y dulce.

## Ciudades hermanadas
Pau mantiene un hermanamiento de ciudades con:
- Zaragoza (España, desde 1970).
- Mobile (Estados Unidos, desde 1975).
- Pistoia (Italia, desde 1975).
- Kofu (Japón, desde 1977).
- Setúbal (Portugal, desde 1981).
- Swansea (Reino Unido, desde 1982).
- Gotinga (Alemania, desde 1983).
- Daloa (Costa de Marfil, desde 1984).
- Xi'an (China, desde 1986).
- Katmandú (Nepal).